# Codegenerator
Ein Codegenerator ist ein Computerprogramm für die Softwareentwicklung. Er übersetzt Modelle, die in UML, XML, Struktogrammen, Entscheidungstabellen oder einer anderen formalen Sprache erstellt wurden, in eine Programmiersprache (C, C++, Assembler, …) der gewählten Zielplattform. Er erzeugt Quellcode (Codegenerierung), der danach mit anderen Programmteilen zu einem Programm verbunden wird.
Das Erzeugnis eines Codegenerators wird (wenn auch selten) als Generat bezeichnet.
Im Compilerbau ist der Codegenerator der Teil eines Compilers, der während des Kompiliervorgangs Maschinencode erzeugt.

## Modellgetriebene Codegeneratoren
Ein Softwaregenerator oder auch Codegenerator ist ein Stück Software, das über eine problemangepasste Beschreibungssprache Quellcode für komplexere Software erzeugt. Diese Beschreibung kann ein grafisches oder textuelles Modell sein. Er ist somit ein Hilfsmittel zur Effektivierung des Softwareentwicklungsprozesses. Ein Beispiel sind Generatoren, die aus der Beschreibungssprache UML komplette Klassenhierarchien in der gewünschten objektorientierte Zielsprache (z. B.: C++, Java) erzeugen. Der aus dem Codegenerator erzeugte Quellcode dient in diesem Falle als Schnittstelle für einen Nutzer, wohingegen das Diagramm ein Metamodell definiert.
Modellgetriebene Codegenerierung aus UML wird schon 2004 für eingebettete Systeme beschrieben. Die Erzeugung von Coderahmen wird seit mindestens 2012 als Stand der Technik gesehen. Hierbei werden Klassen mit Attributen und Funktionen generiert. Offen bleibt hierbei der Umgang mit Round-Trip-Engineering, weil Coderümpfe und Visualisierung vermengt werden.

## Automatisierte Codegeneratoren
Einfache Varianten arbeiten auf der Basis der Quelldateien und ersetzen so genannte Makroaufrufe mit vorgefertigten Textbausteinen. Der Präprozessor ist hierfür ein Beispiel. Andere Varianten generieren vollständig neuen Quellcode, indem sie Metainformationen verarbeiten. Metainformationen beschreiben den Vorgang der Codeerzeugung sowie Eigenschaften des zu erstellenden Programmcodes auf einer höheren Ebene (siehe auch modellgetriebene Architektur) und liegen entweder in separaten Dateien (wie beispielsweise beim Parsergenerator) oder in Form von Anmerkungen (auch: Attribute, Annotationen) innerhalb des bestehenden Programmcodes vor. Der generierte Code wird, anders als bei manuell gesteuerten Codegeneratoren, vor oder während des Kompiliervorgangs automatisch erzeugt. Die Programmiersprachen C# und Java bieten eigene Sprachkonstrukte dafür an (sogenannte Annotationen).

## Beispiele
Beispiele für die Codegenerierung sind:
- Die Erzeugung eines Quelltextes aus einem Diagramm, einem Modell, beispielsweise einem Programmablaufplan, einem Struktogramm oder einem UML-Modell, oder aus sonstigen in Metadaten gespeicherten Beschreibungen, um den Kosten- und Zeitaufwand zu senken oder die Qualität der Softwareentwicklung zu erhöhen, Universal Application und CASE
- Assembler, welche aus Assemblercode Maschinencode erzeugen
- Compiler, welche aus Code in einer Hochsprache Assembler-Code, Maschinencode oder Bytecode erzeugen
- Die Wiederherstellung eines Quelltextes aus dem übersetzten Programm mittels Reverse Engineering
- Die automatische Erzeugung aus vorhandenem Code oder vorhandenen Programmteilen, beispielsweise die Erstellung einer IDL-Schnittstelle aus einer Java-Schnittstelle
- Die Erzeugung der Implementierung einer abstrakten Beschreibung beispielsweise bei Application-Server-Frameworks wie J2EE
- Die automatische Erzeugung neuer Quelltexte aus Kommentaren und Anmerkungen (Metadaten) in bestehenden Quelltexten, beispielsweise in Java mittels XDoclet oder Annotationen
- Im Bereich eingebetteter Systeme (z. B. Fahrzeugsteuergeräte) die automatische Erzeugung von Seriencode mit einem Codegenerator

## Werkzeuge
- ASCET-SE (auf Basis der automotive ASCET-Toolfamilie zur Funktionsentwicklung und Software Engineering)
- CAMeL-View TestRig (Entwurfsumgebung zum modellbasierten Entwurf mechatronischer Systeme)
- Eclipse Modeling Framework
- openArchitectureWare
- Simulink HDL Coder (erzeugt VHDL/Verilog aus Basis von MATLAB/Simulink/Stateflow)
- TargetLink (auf Basis von MATLAB/Simulink)
- Innovator
- Yakindu Statechart Tools (generiert C/C++ aus Zustandsautomaten)